# Oncostemum ankifiense
Oncostemum ankifiense är en viveväxtart som beskrevs av Carl Christian Mez. Oncostemum ankifiense ingår i släktet Oncostemum och familjen viveväxter. Inga underarter finns listade i Catalogue of Life.